# 班廷維爾 (加利福尼亞州)
班廷維爾（英語：Buntingville）是位於美國加利福尼亞州拉森縣的一個非建制地區。該地的面積和人口皆未知。

## 地理
班廷維爾的座標為40°17′09″N 120°29′06″W / 40.28583°N 120.48500°W，而該地的平均海拔高度為1247米（即4091英尺）。